# James Cruze
James Cruze, nome d'arte di Jens Vera Cruz Bosen (Ogden, 27 marzo 1884 – 3 agosto 1942), è stato un regista, attore e produttore cinematografico statunitense.
Il nome Vera Cruz deriva dalla battaglia di Vera Cruz.

## Biografia
Cresciuto tra i mormoni, diventato adolescente non praticò più la religione di famiglia. Difficile ricostruire la sua biografia dei primi anni perché, ad ogni intervista Cruze cambiava ogni volta la sua versione dei fatti.
Recitò, diresse e produsse circa 100 film girati all'epoca del muto. Il suo primo lavoro conosciuto risale al 1910 alla Lubin Manufacturing Company. Dal 1912, lavorò con la Thanhouser Company cui si deve la maggior parte dei suoi lavori, specie come attore protagonista.
Sposato nel 1913 con l'attrice Marguerite Snow (da cui ebbe una figlia nel 1914), divorziò nel 1922. Lasciò la Thanhouser Company nel 1916 e passò a lavorare per diverse altre compagnie come regista e come produttore. Approdò alla Paramount dove rimase dal 1918 al 1930. Si sposò in seconde nozze con l'attrice Betty Compson nel 1924. I due divorziarono nel 1930. L'ultima moglie fu Alberta McCoy, sposata il 30 giugno 1941: Cruze morì nell'agosto dell'anno dopo. La McCoy morì poi a Hollywood il 7 giugno 1960.

## Filmografia

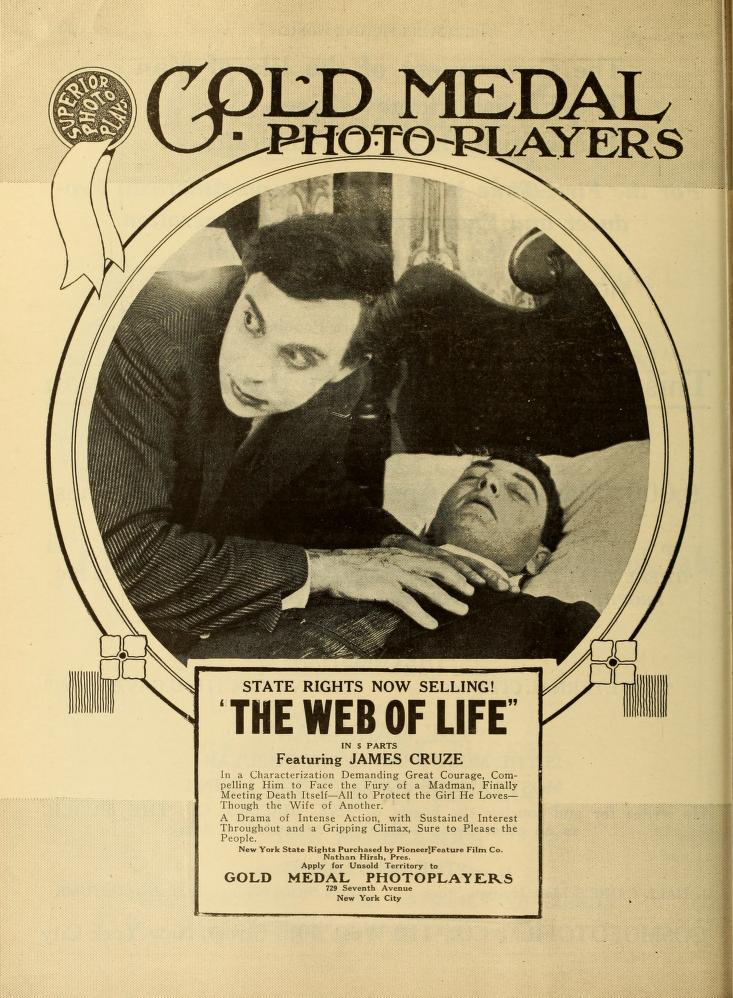
The Web of Life (1917)

La filmografia è completa. Quando manca il nome del regista, questo non viene riportato nei titoli

### Regista
- From Wash to Washington - cortometraggio (1914)
- Too Many Millions (1918)
- The Dub (1919)
- Alias Mike Moran (1919)
- The Roaring Road (1919)
- You're Fired (1919)
- The Love Burglar (1919)
- The Valley of the Giants (1919)
- The Lottery Man (1919)
- Hawthorne of the U.S.A.  (1919)
- An Adventure in Hearts (1919)
- L'isola del terrore (Terror Island) (1920)
- Mrs. Temple's Telegram (1920)
- La resurrezione del dott. Antony (The Sins of St. Anthony) (1920)
- What Happened to Jones (1920)
- Food for Scandal (1920)
- A Full House (1920)
- Always Audacious (1920)
- The Charm School (1921)
- Fatty è tutto bluff (The Dollar-a-Year Man) (1921)
- Fatty petroliere (Gasoline Gus) (1921)
- Fatty marito allegro (Crazy to Marry) (1921)
- One Glorious Day (1922)
- Is Matrimony a Failure? (1922)
- Fatty in viaggio di nozze (The Fast Freight) (1922)
- The Dictator (1922)
- The Old Homestead  (1922)
- Thirty Days (1922)
- I pionieri (The Covered Wagon) (1923)
- Hollywood (1923)
- Ruggles of Red Gap (1923)
- To the Ladies (1923)
- Capitan Black il formidabile (The Fighting Coward) (1924)
- Leap Year
- The Enemy Sex (1924)
- Merton of the Movies (1924)
- Il ragno d'oro (The City That Never Sleeps) (1924)
- The Garden of Weeds (1924)
- The Goose Hangs High (1925)
- La fine del mondo (Waking Up the Town) (1925)
- Welcome Home (1925)
- Beggar on Horseback (1925)
- Marry Me (1925)
- The Pony Express (1925)
- The Waiter from the Ritz (1926)
- Mannequin (1926)
- L'aquila dei mari (Old Ironsides) (1926)
- We're All Gamblers (1927)
- The City Gone Wild (1927)
- On to Reno (1928)
- The Mating Call (1928)
- The Red Mark (1928)
- Excess Baggage (1928)
- The Duke Steps Out (1929)
- A Man's Man (1929)
- Il gran Gabbo (The Great Gabbo), co-regia di (non accreditato) Erich von Stroheim (1929)
- Once a Gentleman (1930)
- She Got What She Wanted (1930)
- Salvation Nell (1931)
- Washington Merry-Go-Round (1932)
- Se avessi un milione (If I Had a Million): epis: Death Cell (1932)
- Racetrack (1933)
- Sailor Be Good (1933)
- Pescicani - Contrabbando giallo (I Cover the Waterfront) (1933)
- Mr. Skitch (1933)
- David Harum (1934)
- Their Big Moment (1934)
- Helldorado (1935)
- Two-Fisted (1935)
- L'ebbrezza dell'oro (Sutter's Gold) (1936)
- The Wrong Road (1937)
- Prison Nurse (1938)
- Gangs of New York (1938)
- Come On, Leathernecks (1938)

### Attore
- The Pied Piper of Hamelin, regia di Theodore Marston (1911)
- Back to Nature (1911)
- A Boy of the Revolution (1911)
- The Higher Law, regia di George Nichols (1911)
- The Last of the Mohicans, regia di Theodore Marston (1911)
- A Mother's Faith (1911)
- Beneath the Veil (1911)
- Brother Bob's Baby (1911)
- She, regia di George Nichols (1911)
- Dr. Jekyll and Mr. Hyde, regia di Lucius Henderson (1912)
- East Lynne, regia di Theodore Marston (1912)
- On Probation (1912)
- The Arab's Bride, regia di George Nichols (1912)
- Flying to Fortune, regia di George Nichols (1912)
- The Golf Caddie's Dog, regia di George Nichols (1912)
- For Sale - A Life, regia di George Nichols (1912)
- The Girl of the Grove, regia di George Nichols (1912)
- A Love of Long Ago, regia di George Nichols (1912)
- Into the Desert, regia di George Nichols (1912)
- Rejuvenation, regia di George Nichols (1912)
- The Cry of the Children, regia di George Nichols (1912)
- Miss Arabella Snaith, regia di George Nichols (1912)
- Love's Miracle, regia di George Nichols (1912)
- Jess, regia di George Nichols (1912)
- The Ring of a Spanish Grandee, regia di George Nichols (1912)
- Whom God Hath Joined, regia di George Nichols (1912)
- Called Back, regia di George Nichols (1912)
- Under Two Flags, regia di Lucius Henderson (1912)
- Pa's Medicine, regia di George Nichols (1912)
- Nursie and the Knight (1912)
- The Finger of Scom (1912)
- Baby Hands (1912)
- Lucile, regia di Lucius Henderson (1912)
- Undine, regia di Lucius Henderson (1912)
- But the Greatest of These Is Charity (1912)
- Letters of a Lifetime, regia di Albert W. Hale (1912)
- Miss Robinson Crusoe (1912)
- When Mercy Tempers Justice (1912)
- The Woman in White (1912)
- In a Garden (1912)
- Put Yourself in His Place, regia di Theodore Marston (1912)
- The Ladder of Life (1912)
- Cross Your Heart (1912)
- The Thunderbolt (1912)
- The Forest Rose, regia di Theodore Marston (1912)
- The Other Half (1912)
- The Star of Bethlehem, regia di Lawrence Marston (1912)
- A Militant Suffragette (1912)
- A Poor Relation (1913)
- The Tiniest of Stars (1913)
- Napoleon's Luck Stone (1913)
- The Dove in the Eagle's Nest, regia di Lawrence Marston (1913)
- Good Morning, Judge, regia di Lawrence Marston (1913)
- His Heroine, regia di Lucius Henderson (1913)
- Her Neighbor, regia Lucius Henderson (1913)
- The Idol of the Hour, regia di Lucius Henderson (1913)
- Her Gallant Knights (1913)
- For Her Boy's Sake (1913)
- Cymbeline, regia di Lucius Henderson (1913)
- The Woman Who Did Not Care (1913)
- When Ghost Meets Ghost, regia di Robert Thornby (1913)
- The Dog in the Baggage Car (1913)
- Rosie's Revenge (1913)
- Her Sister's Secret (1913)
- The Marble Heart (1913)
- The Caged Bird (1913)
- The Snare of Fate, regia di Lloyd Lonergan (1913)
- The Lost Combination (1913)
- Tannhäuser, regia di Lucius Henderson (1913)
- When Darkness Came (1913)
- The Top of New York (1913)
- Little Dorrit, regia di James Kirkwood (1913)
- An Unromantic Maiden, regia di Lloyd Lonergan (1913)
- The Ward of the King, regia di Eugene Moore (1913)
- The Message to Headquarters (1913)
- Robin Hood, regia di Theodore Marston (1913)
- Moths, regia di Lawrence Marston (1913)
- A Daughter Worth While, regia di Thomas N. Heffron (1913)
- The Plot Against the Governor, regia di Thomas N. Heffron (1913)
- The Silver-Tongued Orator (1913)
- The Legend of Provence, regia di Eugene Moore (1913)
- The Adventures of a Diplomatic Freelance (1914)
- Frou Frou, regia di Eugene Moore (1914)
- The Woman Pays, regia di Eugene Moore (1914)
- Why Reginald Reformed (1914)
- Joseph in the Land of Egypt, regia di Eugene Moore (1914)
- A Leak in the Foreign Office, regia di Frederick Sullivan (1914)
- Cardinal Richelieu's Ward, regia di Eugene Moore (1914)
- The Desert Tribesman (1914)
- The Cat's Paw, regia di Frederick Sullivan (1914)
- A Debut in the Secret Service, regia di Frederick Sullivan (1914)
- A Dog of Flanders, regia di Howell Hansel (1914)
- Rivalry (1914)
- The Million Dollar Mystery (serial), regia di Howell Hansel (1914)
- From Wash to Washington, regia di James Cruze (1914)
- Zudora, regia di Howell Hansel e Frederick Sullivan (1914)
- The Heart of the Princess Marsari (1915)
- The Patriot and the Spy, regia di Jack Harvey (1915)
- His Guardian Auto, regia di Arthur Ellery e Jack Harvey (1915)
- Armstrong's Wife, regia di George Melford (1915)
- The Snowbird, regia di Edwin Carewe (1916)
- Her Temptation, regia di Richard Stanton (1917)
- The Web of Life, regia di George K. Rolands (1917)
- What Money Can't Buy, regia di Lou Tellegen (1917)
- On the Level, regia di George Melford (1917)
- The Call of the East, regia di George Melford (1917)
- Nan of Music Mountain, regia di George Melford e, non accreditato, Cecil B. DeMille (1918)
- The Hidden Pearls, regia di George H. Melford (George Melford) (1918)
- Wild Youth, regia di George Melford (1918)
- Believe Me, Xantippe, regia di Donald Crisp (1918)
- The City of Dim Faces, regia di George Melford (1918)
- Less Than Kin, regia di Donald Crisp (1918)
- The Source, regia di George Melford (1918)
- Under the Top, regia di Donald Crisp (1919)
- Johnny Get Your Gun, regia di Donald Crisp (1919)
- The Slave Market (1921)
- I pionieri (The Covered Wagon), regia di James Cruze (1923)

### Produttore
- Ruggles of Red Gap, regia di James Cruze - produttore (1923)
- To the Ladies, regia di James Cruze - produttore (1923)
- The Fighting Coward, regia di James Cruze - produttore (1924)
- The Enemy Sex, regia di James Cruze - produttore (1924)
- Merton of the Movies, regia di James Cruze - produttore (1924)
- The City That Never Sleeps, regia di James Cruze - produttore (1924)
- The Garden of Weeds, regia di James Cruze - produttore (1924)
- The Goose Hangs High, regia di James Cruze - produttore (1925)
- Welcome Home, regia di James Cruze - produttore (1925)
- Marry Me, regia di James Cruze - produttore (1925)
- The Pony Express, regia di James Cruze - produttore (1925)
- The Waiter from the Ritz, regia di James Cruze - produttore (1926)
- Mannequin, regia di James Cruze - produttore (1926)
- L'aquila dei mari (Old Ironsides), regia di James Cruze - produttore (1926)
- We're All Gamblers, regia di James Cruze - produttore (1927)
- The City Gone Wild, regia di James Cruze - produttore (1927)
- Wife Savers, regia di Ralph Ceder - produttore (1928)
- The Night Flyer, regia di Walter Lang - produttore e presentatore (1928)
- Excess Baggage, regia di James Cruze - produttore (1928)
- The Duke Steps Out, regia di James Cruze - produttore (1929)
- A Man's Man, regia di James Cruze - produttore (1929)
- Il gran Gabbo (The Great Gabbo), regia di James Cruze e, non accreditato, Erich von Stroheim - produttore (1929)
- Hello Sister, regia di Walter Lang - produttore e supervisore (1930)
- Cock o' the Walk, regia di Walter Lang e Roy William Neill - produttore e supervisore (1930)
- The Big Fight, regia di Walter Lang - produttore (1930)
- La fuerza del querer, regia di Ralph Ince - produttore (1930)
- Once a Gentleman, regia di James Cruze - produttore (1930)
- The Costello Case, regia di Walter Lang - produttore (1930)
- She Got What She Wanted, regia di Walter Lang - produttore esecutivo (1930)
- Hell Bound, regia di Walter Lang - produttore (1931)
- Salvation Nell, regia di James Cruze - produttore esecutivo (1931)
- Women Go on Forever, regia di Walter Lang - produttore (1931)
- Washington Merry-Go-Round, regia di James Cruze - produttore esecutivo, non accreditato (1932)
- Racetrack, regia di James Cruze - produttore esecutivo (1933)

### Sceneggiatore
- Walking Up the Town, regia di James Cruze - (storia) (1925)
- She Got What She Wanted, regia di James Cruze - (sceneggiatura) (1930)

### Film o documentari dove appare James Cruze
- When the Studio Burned, regia di Lawrence Marston (1913)